# Vincent Sinclair
Vincent Sinclair é um personagem fictício do filme slasher A Casa de Cera de 2005, realizado por Jaume Collet-Serra. Ele nasceu gêmeo siamês com Bo. É interpretado por Brian Van Holt. Vincent, juntamente com Bo, é o antagonista primário no filme. Seu modus operandi é cobrir suas vítimas com cera quente.
Vincent se tornou um ícone pop do terror, o personagem recebeu este nome em homenagem a Vincent Price, que estrelou a versão original do filme. Foi classificado um dos melhores assassinos em série em filme, sua máscara foi considerada uma das mais marcantes e assustadoras e os irmãos Sinclair foram eleitos entre os maiores e mais famosos assassinos da história do cinema.

## História
Vincent e Bo nasceram em Ambrose como gêmeos siameses, com o rosto de Vincent colado na parte traseira da cabeça de Bo. Eles foram separados por uma cirurgia ilícita feito pelo pai de ambos, doutor Sinclair, que posteriormente teve sua licença cassada.